# مورتن بولسين
مورتن بولسين هو لاعب هوكي الجليد دنماركي، ولد في 9 سبتمبر 1988 في هرنينغ في الدنمارك.

## وصلات خارجية
- مورتن بولسين على موقع EliteProspects.com (الإنجليزية)
- مورتن بولسين على موقع Eurohockey.com (الإنجليزية)
- مورتن بولسين على موقع HockeyDB.com (الإنجليزية)
- مورتن بولسين على موقع أوليمبيديا (الإنجليزية)